# Södra Pörttjärnen
Södra Pörttjärnen är en sjö i Torsby kommun i Värmland och ingår i Göta älvs huvudavrinningsområde.